# Ahmadpur (ort i Indien, Maharashtra)
Ahmadpur är en ort i Indien.   Den ligger i distriktet Latur och delstaten Maharashtra, i den centrala delen av landet, 1 100 km söder om huvudstaden New Delhi. Ahmadpur ligger 526 meter över havet och antalet invånare är 40 218.
Terrängen runt Ahmadpur är platt. Runt Ahmadpur är det tätbefolkat, med 297 invånare per kvadratkilometer. Det finns inga andra samhällen i närheten. Trakten runt Ahmadpur består till största delen av jordbruksmark.